# Штенценграйт
Штенценграйт (нем. Stenzengreith) — коммуна в Австрии, в федеральной земле Штирия. 
Входит в состав округа Вайц.  Население составляет 512 человек (на 31 декабря 2005 года). Занимает площадь 13,13 км². Официальный код  —  61749.

## Политическая ситуация
Бургомистр коммуны — Альберт Глеттлер (АНП) по результатам выборов 2005 года.
Совет представителей коммуны (нем. Gemeinderat) состоит из 9 мест.
- АНП занимает 6 мест.
- СДПА занимает 2 места.
- АПС занимает 1 место.